# Christine Island
Christine Island ist eine 800 m lange Insel im Palmer-Archipel vor der Westküste der Antarktischen Halbinsel. Sie liegt 1,5 km vor der Südküste der Anvers-Insel und 2,5 km südöstlich des Bonaparte Point.
Ihren Namen erhielt die Insel durch Dietland Müller-Schwarze, Biologe des United States Antarctic Research Program, der sie nach seiner Ehefrau Christine benannte. Diese führte gemeinsam mit ihm von 1971 bis 1972 Studien zu den auf der Insel beheimateten Adeliepinguinen durch.